# Wierzbinek (przystanek kolejowy)
Wierzbinek – nieczynny wąskotorowy przystanek osobowy w Wierzbinku, w gminie Wierzbinek, w powiecie konińskim w województwie wielkopolskim, w Polsce. Został wybudowany w 1914 roku przez okupacyjne władze niemieckie.